# بانی و تری ترنر
بانی و تری ترنر (به انگلیسی: Bonnie and Terry Turner) یک زن و شوهر آمریکایی فیلمنامه‌نویس و تهیه‌کننده هستند. آنها بیشتر به علت تولید دو مجموعهٔ تلویزیونی طنز سومین سنگ بعد از خورشید و نمایش دهه ۷۰ شناخته شده‌اند.
آن دو از سال ۱۹۸۶ تا ۱۹۹۲، عضو تیم نویسندگان برنامه پخش زنده شنبه شب بودند.
بین سال‌های ۱۹۸۷ و ۱۹۹۵، آنها مسئول نوشتن یا فیلمنامه‌نویسی شش فیلم بودند، از جمله سر مخروطی‌ها , جهان وین جهان وین ۲، تامی کوچولو و فیلم بریدی بانچ.

## تاریخ
بانی و تری بخشی از گروه کمدی آتلانتا در دهه ۱۹۸۰ بودند که اعضای آن اغلب در نمایش تلویزیونی کمدی WTBS Tush ظاهر می‌شدند. بانی و تری همچنین به عنوان نویسنده بخش‌های جدید تد ترنر (در آن زمان) CNN مشتق اخبار تیتر CNN کار می‌کردند. در اواسط دهه ۱۹۸۰، آنها تهیه‌کنندهٔ برنامهٔ مجلهٔ صبحگاهی تی‌بی‌اس یکشنبه خبر خوب با اجرای لیز ویکرشام بودند.
یکی دیگر از اعضای گروه کمدی و دوست خوب آن دو، جن هوکس بود که پس از حضور در ماجراجویی بزرگ پی‌وی، در پخش زنده شنبه شب جایگاه ثابت پیدا؛ رد. گهگاه، بانی و تری متریال کمدی را برای جن (و از طریق جن) به لورن مایکلز ارسال می‌کردند. در سال ۱۹۸۶، مایکلز بانی و تری را متقاعد کرد که زندگی خود را در آتلانتا رها کنند و به عنوان نویسنده تمام وقت در پخش زنده شنبه شب برای کار در نیویورک بیایند.